# Connerton
Connerton är en så kallad census-designated place i Pasco County i Florida. Vid 2010 års folkräkning hade Connerton 2 116 invånare.